# Pla Marshall

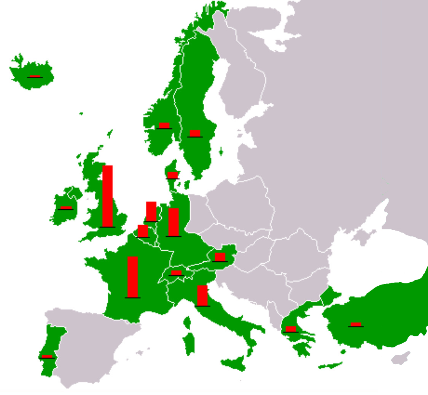
Països d'Europa que van rebre ajuts del Pla Marshall. Les columnes vermelles indiquen la quantitat de diners rebuts.

El Pla Marshall, nom popular de l'European Recovery Program (ERP) era un pla dels Estats Units per a la reconstrucció dels països europeus després de la Segona Guerra Mundial. La iniciativa va rebre el nom del Secretari d'estat americà George Marshall i fou dissenyat principalment pel Departament d'Estat, en especial per William L. Clayton i George F. Kennan.
El pla de reconstrucció es va desenvolupar en una cimera el juliol de 1947. La Unió Soviètica i els estats de l'Europa de l'Est també hi van ser convidats, però Ióssif Stalin va veure el pla com una amenaça i no va permetre la participació de cap dels països de la seva òrbita. El pla va tenir una vigència de quatre anys fiscals a partir de l'estiu de 1947. Durant aquest període, els estats europeus que van ingressar a l'OCDE van rebre un total de 13 mil milions de dòlars de l'època.
Un cop es va completar el pla, l'economia de tots els països participants, excepte la República Federal d'Alemanya, havia superat els nivells d'abans de la guerra. En les dues dècades següents, Europa occidental va assolir un creixement i una prosperitat sense precedents. El Pla Marshall també és vist com un dels elements que impulsà la unificació europea, ja que eliminà els aranzels i creà institucions per a coordinar l'economia a nivell europeu. Una conseqüència directa va ser la introducció sistemàtica de tècniques de gestió d'inspiració americana. En els darrers anys, molts historiadors han qüestionat tant les motivacions subjacents com l'eficàcia del Pla. En qualsevol cas, en general se'l valora positivament i com a molt reeixit.

## Antecedents històrics
Després de sis anys de guerra, bona part d'Europa estava devastada i milions de persones eren mortes o estaven ferides. Els combats s'havien produït a pràcticament arreu, en una àrea molt més gran que a la Primera Guerra Mundial. A causa dels bombardeigs aeris, la major part de les ciutats estaven molt danyades, especialment les àrees industrials. Berlín i Varsòvia eren muntanyes de runa i Londres i Rotterdam havien quedat molt perjudicades. L'estructura econòmica del continent s'havia quedat en no-res i milions de persones es van quedar sense habitatge. Tot i que la Fam Holandesa de 1944 s'havia pogut resoldre, la devastació general de l'agricultura provocà una onada de fam a tot Europa, agreujada pel dur hivern 1946-1947 al nord-est d'Europa. També estaven destruïdes les infraestructures, com ara les vies fèrries, els ponts i les carreteres, que havien estat objectiu principal del raids aeris, i molts vaixells de càrrega havien estat enfonsats. Els municipis més petits no havien patit tant les destrosses de la guerra, però la manca de xarxes de transport els havia deixat pràcticament aïllats tant físicamentment com econòmica.
Després de la Primera Guerra Mundial, l'economia europea també havia estat molt danyada, i la profunda recessió econòmica va durar fins ben entrats els anys 20, amb la inestabilitat i la baixada generalitzada de preus que això comportà a l'economia global. Els Estats Units, malgrat un ressorgiment de l'aïllacionisme, havien procurat ajudar al creixement europeu, sobretot mitjançant la col·laboració dels grans bancs americans. Quan Alemanya no pogué pagar les reparacions de guerra, els americans també van contribuir-hi ampliant els préstecs que Alemanya havia sol·licitat, un deute que als americans encara no els havia estat retornat quan van entrar a la Segona Guerra Mundial el 1941.
A Washington tenien clar que els esdeveniments de després de la Primera Guerra Mundial no s'havien de repetir. El Departament d'Estat, sota la direcció Harry Truman, estava decidit a aplicar una política exterior activa, però el Congrés semblava no estar-hi tan interessat. En un principi, es pensava que caldria ben poc per a reconstruir Europa i que el Regne Unit i França, amb l'ajuda de les seves colònies aconseguirien sortir de la crisi ràpidament. Malgrat tot, el 1947 encara no hi havia progressos evidents, i una sèrie d'hiverns crus havien agreujat una situació ja desesperant per si mateixa. Les economies europees no creixien, i les altes taxes d'atur i l'escassetat d'aliments van comportar vagues i aldarulls en moltes poblacions. Dos anys després de la fi de la guerra, les economies encara no havien assolit els nivells de preguerra ni semblava que fos possible. La producció agrícola era un 83% de la que fou el 1938, la producció industrial arribava al 88% i les exportacions només al 59%.
L'escassetat de menjar era un dels problemes més greus. Abans de la guerra, l'Europa Occidental depenia de les importacions de l'Europa de l'Est, però aquestes rutes comercials ara estaven interrompudes pel Teló d'acer. La situació era especialment preocupant a Alemanya, ja que els anys 1946-47 el consum diari mitjà de calories era de només 1.800, una quantitat insuficient per a mantenir una bona salut a llarg termini. William Clayton va informar Washington que "milions de persones estan morint de fam lentament". Un altre element importantíssim era l'escassetat de carbó, les reserves del qual van disminuir enormement després de l'hivern 1946-47. A les llars alemanyes, sense calefacció de cap tipus, hi moriren de fred centenars de persones. La situació al Regne Unit no era tan greu, però la demanda domèstica va haver d'obligar la indústria a prescindir del carbó (i, per tant, a parar de produir). El desig humanitari de posar fi a aquests problemes va ser una motivació més per a posar en marxa el Pla.
L'única potència que no havia vist perjudicades les infraestructures era els EUA. Va entrar a la guerra molt més tard que la majoria dels europeus, i no va patir els efectes de la guerra al territori propi. Les reserves d'or americanes seguien intactes, igual que la base agrícola i industrial. Els anys de guerra van suposar el període de major creixement econòmic de tota la història dels EUA, i les seves fàbriques de material bèl·lic abastien tant la nació com els aliats. Després de la guerra, les indústries es van reconvertir i començaren a produir béns de consum. L'austeritat que caracteritzà el període de guerra va donar pas a un boom de la despesa consumista. La salut a llarg termini de l'economia depenia, això no obstant, del comerç internacional perquè els excedents de producció bé necessitarien mercats on ser exportats. El Pla Marshall es faria servir en gran part, doncs, per a adquirir primeres matèries i béns manufacturats als Estats Units.
Un altre dels grans motius pels Estats Units era, a diferència de després de la Primera Guerra Mundial, l'inici de la Guerra freda. Molts treballadors del govern americà començaven a sospitar de le activitats soviètiques. George Kennan, un dels principals dissenyadors del Pla, ja preveia el sorgiment d'una divisió bipolar del món. Per ell, el Pla Marshall era el nucli central una nova doctrina de "contenció" envers la Unió Soviètica. Cal tenir en compte, però, que quan el Pla Marshall va ser introduït, les aliances de la guerra encara es mantenien intactes i que la Guerra freda realment encara no havia començat. En les ments dels desenvolupadors del Pla Marshall, doncs, la por a la Unió Soviètica potser no era encara un factor decisiu.
El poder i la popularitat d'alguns partits comunistes d'inspiració local (és a dir, no creats per l'URSS), però, sí que atemoria els americans. Tant a França com a Itàlia, la pobresa de la postguerra donava ales a aquests partits, que ja havien fet papers crucials a la resistència durant la guerra. Aquests partits van tenir molt suport a les eleccions de postguerra, especialment a França on van ser els més votats. Per bé que molts historiadors actuals pensen que la possibilitat que França o Itàlia esdevinguessin règims comunistes era molt remota, els think tanks de la política americana de l'època sí que ho veien com una amenaça real. El sorgiment de la política de contenció argumentava que els Estats Units havien de donar un fort suport als països no comunistes per evitar que caiguessin sota la influència de Moscou. Endemés, tenien l'esperança que algunes nacions de l'Europa oriental també s'hi sumarien i les podrien "treure" del bloc soviètic.
Tanmateix, fins i tot abans del Pla Marshall els Estats Units ja havien començat a enviar ajuda per a la recuperació europea. Durant el període 1945-47 es calcula que uns 9.000 milions de dòlars van arribar al Vell Continent de manera indirecta, tant mitjançant acords lend-lease com en la construcció d'infraestructures per part dels soldats americans. També es van signar acords bilaterals, els més importants dels quals amb Grècia i Turquia, que es produïren dins del marc de la Doctrina Truman perquè tinguessin material militar suficient. La jove ONU també va posar en marxa tota una sèrie de missions humanitàries i d'ajuda, finançades quasi per complet amb diners nord-americans. Tots aquests esforços van ser efectius, però els mancava planificació i coordinació, i no van saber cobrir les necessitats més urgents dels europeus.

## Primeres idees
Molt abans del discurs de Marshall, ja s'havien fet alguns càlculs estimatius del cost de la reconstrucció d'Europa. El Secretari d'Estat James F. Byrnes ja presentà un projecte del Pla durant un discurs a l'Opernhaus (Òpera) de Stuttgart el 6 de setembre de 1946. A més, el general Lucius D. Clay havia demanat a l'empresari Lewis H. Brown que redactés un informe sobre l'Alemanya de postguerra, titulat "A report on Germany" (1947), que detallava els problemes bàsics del país i feia algunes recomanacions sobre la reconstrucció. El Vicesecretari d'Estat Dean Acheson ja havia fet un discurs sobre el tema, que havia estat completament ignorat, i el Vicepresident Alben W. Barkley també n'havia parlat anteriorment.

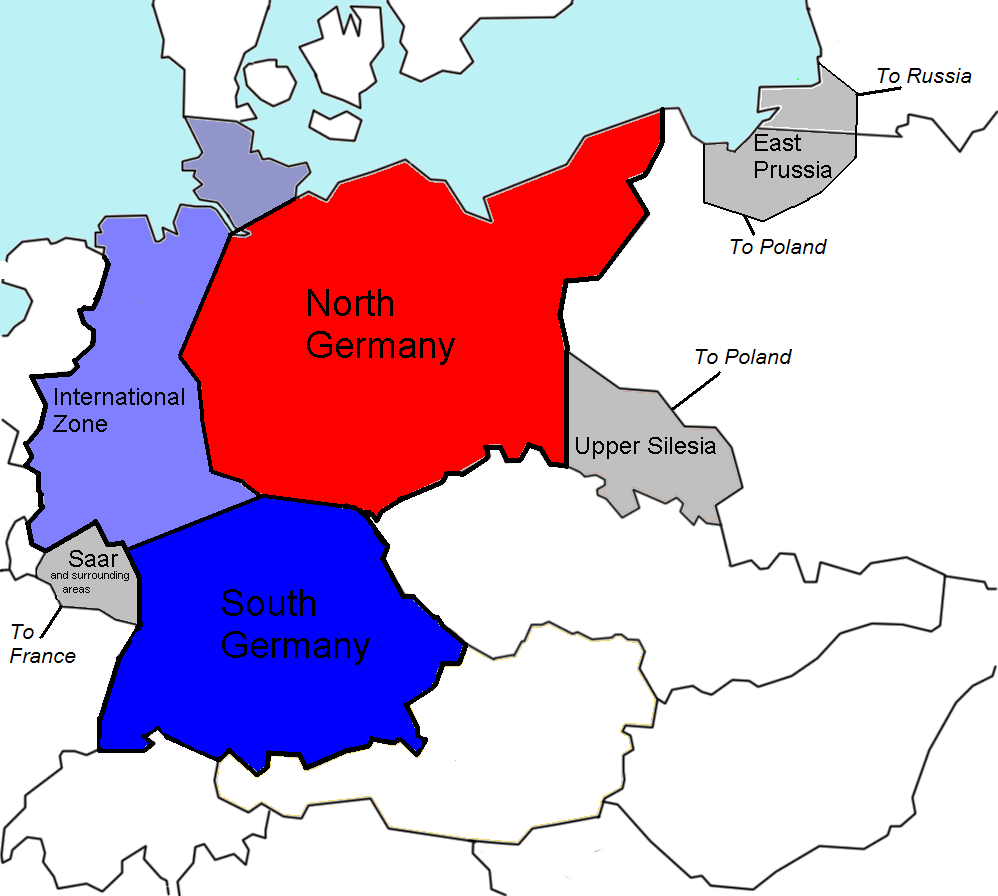
Repartició d'Alemanya segons el Pla Morgenthau

L'opció principal per a finançar el Pla era obtenir els recursos d'Alemanya. Aquest concepte es passà a conèixer el 1944 com a Pla Morgenthau, anomenat així pel Secretari del Tresor americà Henry Morgenthau. Preveia una extracció massiva de recursos d'Alemanya per a ajudar a la reconstrucció de la resta d'Europa i evitar, al mateix temps, que Alemanya recuperés la seva capacitat econòmica. Un pla similar fou obra del buròcrata francès Jean Monnet, que proposava posar les regions mineres del Ruhr i el Saar sota control francès i utilitzar-ne els recursos per tal que França arribés a un 150% dels nivells de producció d'abans de la guerra. El 1946 les potències vencedores van acordar posar un límit a la velocitat amb què Alemanya es podia reindustrialitzar. Els problemes inherents en aquest pla ben aviat van ser evidents. Alemanya havia estat, durant molt de temps, el gegant industrial d'Europa, i la seva pobresa aturaria la recuperació econòmica de tot el continent. L'escassetat continuada a Alemanya era, a més, una font de despeses per a les forces ocupants, que es veieren obligades a fer front a les mancances més importants. Aquests factors, combinats amb la condemna pública després que els plans es filtressin a la premsa, provocaren un rebuig ostensible als plans Morgenthau i Monnet. Algunes de les seves idees, però, van romandre en la Directiva 1067 del Joint Chiefs of Staff, que va ser la base autèntica de la política de les forces d'ocupació nord-americanes fins al juliol de 1947. Els centres industrials miners del Saarland i Silèsia foren separats d'Alemanya, moltes indústries civils van ser destruïdes per limitar la producció i el 1947 encara era viva l'opció de separar també la regió del Ruhr. En tot cas, l'abril de 1947 Truman, Marshall i Acheson van convèncer-se de la necessitat d'aportar diners a la reconstrucció.
La idea del Pla va ser conseqüència també del canvi de mentalitat que va tenir lloc als Estats Units durant la Gran depressió. Les calamitats econòmiques dels anys trenta van convèncer molta gent que el mercat lliure no intervingut no podia garantir el benestar econòmic. Molts dels qui havien treballat dissenyant el New Deal per a reactivar l'economia americana col·laboraven ara en el nou Pla per a Europa. Al mateix temps, però, la Gran depressió va treure a la llum els perills dels aranzels i el proteccionisme i va abonar el lliure comerç i la integració econòmica europea.

## El discurs

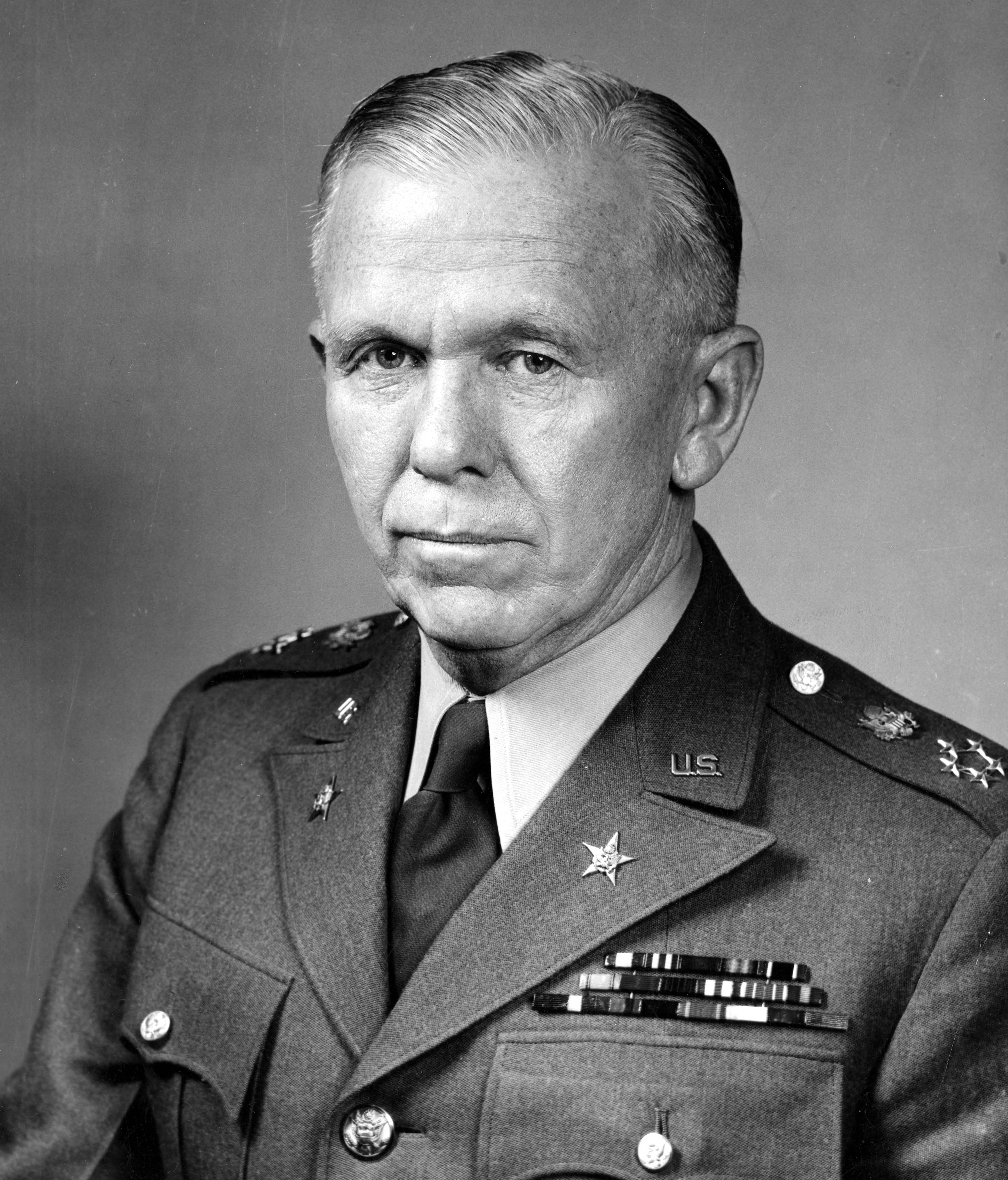
El Secretari d'Estat americà George Marshall

Les discussions públiques prèvies sobre la necessitat de reconstrucció havien estat molt ignorades, perquè les administracions no s'havien pronunciat sobre el tema. Al final, es va acordar que el Secretari d'Estat George Marshall havia de resoldre tots els dubtes fent una compareixença pública. El discurs, escrit per Charles Bohlen, tingué lloc a la Universitat Harvard el 5 de juny de 1947 i va fer públiques les línies generals de la contribució a la recuperació europea, tot i que no contenia detalls ni xifres concretes. L'element més important de la presentació va ser la crida feta als europeus a trobar-se i dissenyar un pla de reconstrucció que finançarien els americans.
El govern va pensar que el Pla Marshall seria impopular entre la població, i el discurs estava orientat, bàsicament, a la ciutadania europea. En un intent de mantenir la compareixença fora de la premsa nord-americana, els periodistes no hi van ser convocats, i el president Truman va convocar una conferència de premsa per distreure l'atenció dels mitjans de comunicació. Per contra, Acheson era el responsable dels mitjans europeus, especialment els britànics, i el discurs va ser llegit íntegrament a la BBC.

## Rebuig soviètic
El ministre d'Afers Estrangers britànic, Ernest Bevin, va escoltar el discurs radiofònic i immediatament va contactar el seu homòleg francès, Georges Bidault, per preparar una resposta europea a l'oferiment de Marshall. Tots dos van considerar convenient convidar els soviètics a les converses, ja que era l'altra potència vencedora. El discurs havia inclòs explícitament a l'URSS, perquè els americans pensaven que excloure-la hauria estat un signe massa clar de desconfiança. Els funcionaris del Departament d'Estat sabien, però, que Stalin no hi voldria participar, i que qualsevol pla que enviés grans quantitats de diners a l'URSS no seria aprovat pel Congrés dels EUA.
Stalin va estar cautelosament interessat en l'oferta en un primer moment. La doctrina leninista deia que quan les economies capitalistes comencessin a esfondrar-se, intentarien, desesperades, comerciar amb els adversaris comunistes. Així doncs, Stalin pensava que en aquestes circumstàncies els soviètics podrien dictar els termes de l'ajuda, de manera que envià a París el ministre d'exteriors, Viatxeslav Mólotov, a conversar amb Bevin i Bidault. Els britànics i els francesos compartien el punt de vista americà sobre els soviètics, i van presentar a Molotov un seguit de condicions que sabien que l'URSS no acceptaria. La més important era que s'havien d'auditar per organismes o persones independents totes les economies dels països que hi volguessin participar, un control amb què els soviètics no estarien d'acord. Bevin i Bidault també insistiren que qualsevol tipus d'ajuda implicava la unificació de les economies europees, implicació gens compatible amb l'estricta planificació econòmica soviètica. Molotov, doncs, rebutjà l'ajuda i se n'anà de París.
El 12 de juliol es va convocar una gran cimera a París, on van ser convidats tots els països d'Europa a excepció d'Espanya, Andorra, San Marino, Mònaco i Liechtenstein. L'URSS també hi va ser convocada, però rebutjà l'oferta. Txecoslovàquia i Polònia van mostrar interès pel Pla. En un dels signes més clars del control soviètic, el ministre d'afers estrangers txecoslovac, Jan Masaryk, va ser requerit a Moscou, on Stalin li va recomanar que s'ho pensessin seriosament abans d'anar a París. Stalin creia que el Pla posava en perill el control soviètic de l'Europa de l'Est, ja que la integració econòmica dels europeus permetria els estats satèl·lit escapar del control de l'URSS. Els americans també ho pensaven i esperaven que l'ajuda nord-americana contrarestaria la influència soviètica. Tanmateix, no es van mostrar gaire sorpresos quan Moscou va recomanar els txecoslovacs i els polonesos de no assistir-hi. La resta de països orientals van rebutjar immediatament l'oferta. Fins i tot Finlàndia ho va fer, amb la intenció d'evitar qualsevol conflicte amb l'URSS. L'alternativa soviètica al Pla Marshall creada per a l'ocasió fou el Pla Molotov, més conegut com a COMECON.

## Negociacions
Per a realitzar el Pla calien negociacions tant entre els països participants com amb el Congrés dels Estats Units. A París es van reunir setze països, que van determinar quina forma prendria l'ajuda americana i com es repartiria. Les negociacions van ser llargues i complexes, ja que cada país tenia els seus interessos propis. La preocupació més gran de França era que Alemanya no es reconstruís fins a un nivell que suposés una amenaça. Els països del Benelux, malgrat haver sofert sota el domini nazi, estaven massa lligats a l'economia alemanya com per voler endarrerir-ne la reconstrucció. Els escandinaus, especialment Suècia, insistien que les seves llargues relacions comercials amb l'Europa de l'Est no es podien trencar i que no es posés en perill la seva neutralitat. El Regne Unit volia un estatus especial, preocupat que si rebia un tracte igualitari amb els països continentals devastats, no rebria pràcticament ajuda. Els americans no volien deixar córrer la idea d'integració econòmica com a mur de contenció del comunisme. L'administració Truman, representada per Willian Clayton, va prometre als europeus que tindrien llibertat per a estructurar el Pla al seu gust, però els recordà que hauria de passar per l'aprovació del Congrés, que prioritzava el lliure comerç i la integració europea, però era renuent a donar gaire diners a Alemanya.
Al final s'arribà a un acord, i els europeus van enviar el seu esborrany a Washington, demanant unes ajudes de 22.000 milions de dòlars. Truman ho va reduir a 17.000 milions abans d'enviar-lo al Congrés. El Pla hi va trobar una oposició forta, especialment del grup republicà, que advocava per una política més aïllacionista i estava fart de l'enorme despesa pública, continuada des de principis dels anys trenta. Altrament, el Pla també va trobar alguns oponents al sector demòcrata, que veia el Pla com un obstacle a les exportacions americanes i pensava que polaritzaria el món entre Est i Oest. Aquesta oposició es va reduir considerablement després de la caiguda del govern txecoslovac el febrer de 1948. Poc després el Congrés va aprovar una ajuda de 5.000 milions de dòlars, que finalment s'ampliaria a 12.400 milions repartits entre quatre anys.
Truman va ratificar el Pla Marshall el 3 d'abril de 1948 i va crear l'Administració per a la Cooperació Econòmica (ACE) per a administrar el programa, liderada per Paul G. Hoffman. El mateix any, els països participants (l'Alemanya Occidental, Àustria, Bèlgica, Dinamarca, França, Grècia, Islàndia, Itàlia, Luxemburg, els Països Baixos, Noruega, el Regne Unit, Suècia, Suïssa, Turquia i els Estats Units) van signar l'acord de fundació de l'OCDE com a agència coordinadora.

## Aplicació

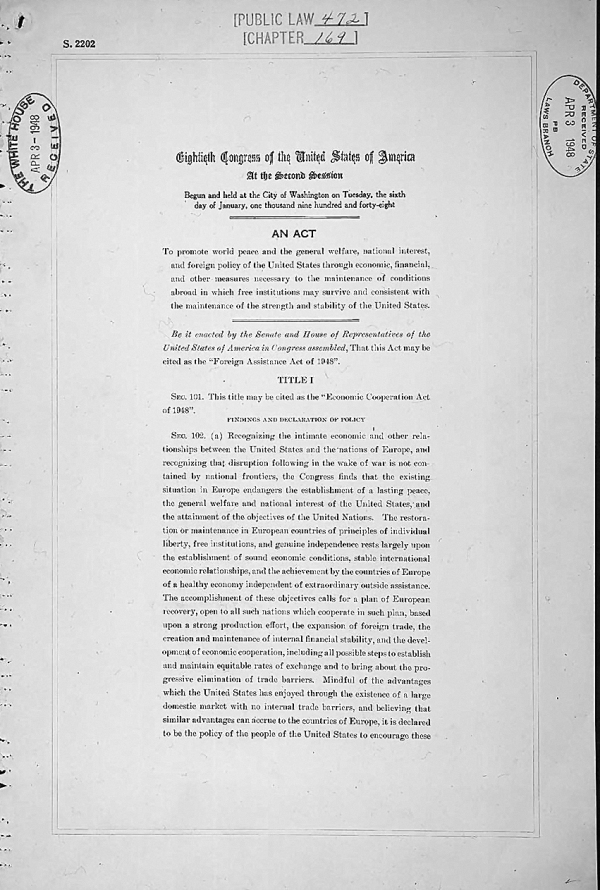
Primera pàgina del pla Marshall

Les primeres partides importants de l'ajuda van anar a parar a Grècia i Turquia el gener de 1947, considerades la primera línia de la lluita contra l'expansió comunista, que ja havien rebut ajuda anteriorment en el marc de la doctrina Truman. Al principi el Regne Unit també hi havia aportat diners, però a causa de la seva situació econòmica va haver de demanar als EUA que continuessin sols. L'ACE va començar formalment a ajudar els dos països el juliol de 1948.
La missió oficial de l'ACE era col·laborar a la millora de l'economia europea en la producció industrial, en el suport a les monedes europees, a facilitar el comerç internacional (especialment amb els EUA, que volia una Europa prou recuperada com per a importar productes americans). Un altre objectiu oficiós de l'ACE era la contenció de la influència soviètica a Europa, especialment en països amb partits comunistes forts com ara Txecoslovàquia, França i Itàlia.
Els diners del Pla Marshall van ser transferits als governs europeus, tot i que l'administració era conjunta amb l'ACE. Hi havia un comissari de l'ACE a cada capital europea, generalment un empresari americà, que aconsellaria el govern sobre el desenvolupament del procés. Es fomentava la despesa conjunta entre diversos països, i es crearen diferents comissions de funcionaris, empresaris i sindicats per examinar l'economia i determinar on l'ajuda feia més falta.
El Pla Marshall va servir, en gran part, per a comprar productes dels EUA. Les nacions europees havien esgotat també les reserves de divises durant la guerra. En un primer moment els europeus van adquirir productes de primera necessitat, com queviures i gasolina, però a poc a poc van començar també a importar béns necessaris per a la reconstrucció, que era la finalitat principal del Pla. Posteriorment, sota la pressió del Congrés i amb l'inici de la Guerra de Corea, una part important de l'ajuda es destinà al reforçament dels exèrcits. Dels 13.000 milions de dòlars aportats pels EUA a mitjan 1951, 3.400 es gastaren en matèries primeres i productes semi-manufacturats, 3.200 en menjar, pinso i fertilitzants, 1.900 en maquinària, vehicles i equipament i 1.600 en gasolina.
També es van establir uns fons contravalor que van utilitzar el Pla Marshall per a establir fons en les monedes europees. Segons les normes de l'ACE, un 60% d'aquests fons havien de ser invertits en la indústria. Això s'aplicà especialment a Alemanya, on els fons es destinaren principalment a préstecs per a empreses implicades en la reconstrucció, ajudant enormement a la reindustrialització del país. Els anys 1949-50, per exemple, un 40% de les inversions en la indústria del carbó provenien dels fons contravalor. Les companyies tenien l'obligació de retornar els préstecs, i els diners es podien tornar a prestar a altres grups empresarials. El procés encara continua avui dia. El Fons Especial, supervisat aleshores pel ministre d'economia alemany, valia 10.000 milions de marcs alemanys el 1971. El 1997 valia 23.000 milions de marcs. Mitjançant aquest sistema de préstec-devolució-préstec, el 1995 el Fons havia fet préstecs tous a ciutadans alemanys per valor de 140.000 milions de marcs. El 40% sobrer s'utilitzà per a saldar el deute, estabilitzar la moneda o invertir en projectes no industrials. França fou qui més aprofità els fons contravalor, especialment per a reduir el dèficit pressupostari, però no va ser reciclat com a Alemanya.
Una altra iniciativa de l'ACE més barata, però no menys efectiva, va ser el Programa d'Assistència Tècnica. El programa reunia grups d'enginyers i industrials europeus i els portava als Estats Units a visitar mines, fàbriques i foneries perquè poguessin copiar els avenços tecnològics a Europa. Al mateix temps, uns quants centenars de consellers tècnics americans van ser enviats a Europa.

## Repartiment
El Pla Marshall es repartia entre els països participants bàsicament segons la renda per capita. La gran part dels diners es destinà als grans grups industrials, ja que es pensava que la seva revifada era essencial per a la reconstrucció europea. A més, el repartiment segons la renda per capita era una manera indirecta d'ajudar els Aliats, deixant menys per als països de l'Eix o els neutrals. La taula següent mostra la quantitat d'ajuda per país i any, extreta de The Marshall Plan Fifty Years Later. No hi ha un consens clar en les quantitats exactes, perquè moltes vegades és difícil establir quina part de les ajudes americanes formaven part del Pla Marshall.
| País                | 1948-49 (milions de dòlars) | 1949-50 (milions de dòlars) | 1950-51 (milions de dòlars) | Total (milions de dòlars) |
| ------------------- | --------------------------- | --------------------------- | --------------------------- | ------------------------- |
| Alemanya            | 510                         | 438                         | 500                         | 1,448                     |
| Àustria             | 232                         | 166                         | 70                          | 468                       |
| Bèlgica i Luxemburg | 195                         | 222                         | 360                         | 777                       |
| Dinamarca           | 103                         | 87                          | 195                         | 385                       |
| França              | 1,085                       | 691                         | 520                         | 2,296                     |
| Grècia              | 175                         | 156                         | 45                          | 376                       |
| Irlanda             | 88                          | 45                          | —                           | 133                       |
| Islàndia            | 6                           | 22                          | 15                          | 43                        |
| Itàlia              | 594                         | 405                         | 205                         | 1,204                     |
| Noruega             | 82                          | 90                          | 200                         | 372                       |
| Països Baixos       | 471                         | 302                         | 355                         | 1,128                     |
| Portugal            | —                           | —                           | 70                          | 70                        |
| Regne Unit          | 1,316                       | 921                         | 1,060                       | 3,297                     |
| Suècia              | 39                          | 48                          | 260                         | 347                       |
| Suïssa              | —                           | —                           | 250                         | 250                       |
| Turquia             | 28                          | 59                          | 50                          | 137                       |

## Conseqüències

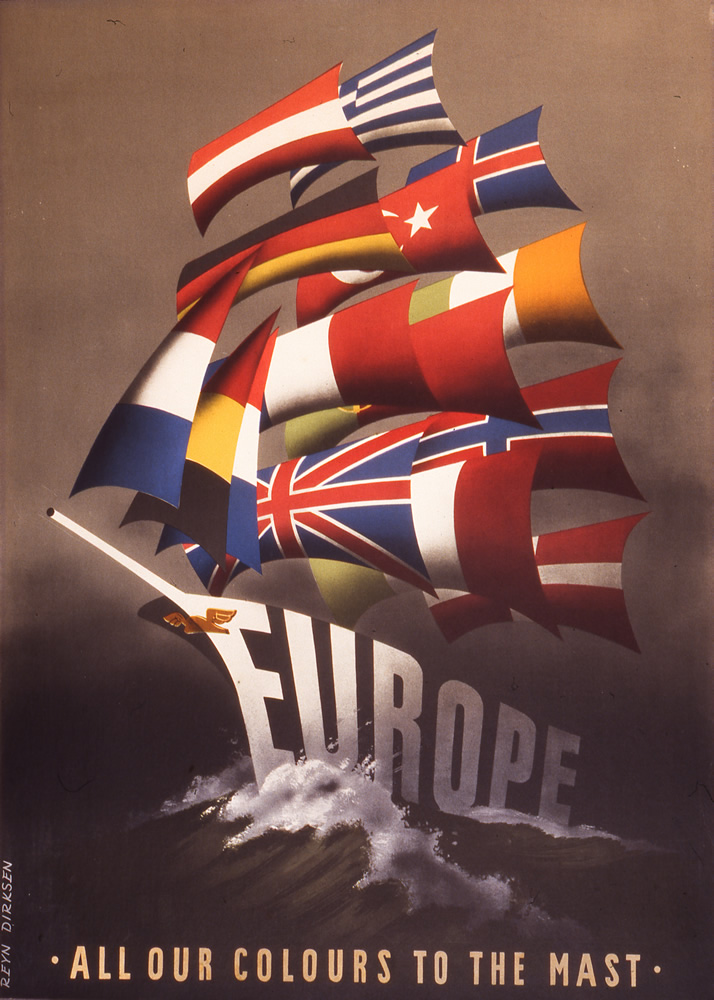
Altre dels nombrosos posters per a promoure el Pla Marshall a Europa en 1947.

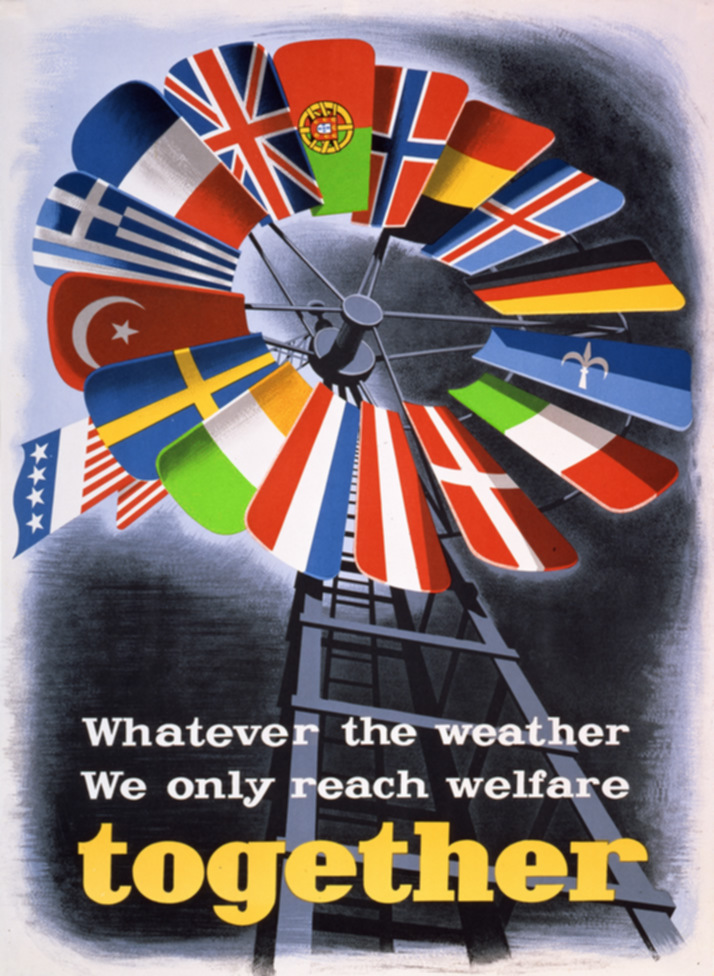
Bufi el vent d'on bufi, hem d'anar plegats. Pòster creat per a promoure el Pla Marshall a Europa.

El Pla Marshall va finalitzar el 1951 com estava previst. Tots els esforços de prolongar-lo van topar amb les despeses creixents de la Guerra de Corea i el rearmament. Els republicans, hostils al Pla, havien obtingut més escons a les eleccions al Congrés de 1950 i van oposar-s'hi durament; altres formes d'ajuda, però, van seguir arribant a Europa.
Del 1948 al 1952, Europa va viure el període de màxim creixement econòmic de la seva història. La producció industrial s'incrementà un 35%, i l'agrícola sobrepassà fortament els nivells d'abans de la guerra. La pobresa i la fam dels primers anys de postguerra desaparegueren i l'Europa occidental tenia davant seu dues dècades de creixement sense precedents, que comportaren un augment espectacular del nivell de vida. Molts convenen que el Pla sol no va ressuscitar miraculosament Europa, ja que la recuperació econòmica ja havia fet alguns passos abans; el Pla, doncs, hauria estat una empenta a aquesta recuperació.
Els efectes polítics del Pla Marshall foren tan importants com els econòmics. El Pla va facilitar que les nacions europees flexibilitzessin les mesures d'austeritat i el racionament, reduint el descontentament i aportant estabilitat política. La influència comunista es va reduir considerablement, tot i que els partits comunistes encara van gaudir de popularitat durant uns quants anys. Les relacions comercials entre les dues costes atlàntiques van afavorir la creació de l'OTAN, que fins i tot sobreviuria a la Guerra freda. Endemés, la no-participació de l'Europa de l'Est va ser un dels primers símptomes que el continent ja estava dividit en dues àrees d'influència enfrontades.
El Pla Marshall també contribuí a la integració europea d'una manera important. Els europeus, igual que els americans, creien que una unificació del continent era gairebé imprescindible per a assegurar la pau i la prosperitat d'Europa. El Pla va ser un eina interessant per a establir una primera guia de com dur a terme aquest procés, però en certa manera va fallar, car l'OCDE no va passar mai de ser un simple agent de cooperació econòmica. Més aviat va ser la Comunitat Europea del Carbó i de l'Acer, que excloïa el Regne Unit, l'organització que fundà les bases d'allò que un dia seria la Unió Europea. Tanmateix, l'OCDE va servir de model i camp de proves per a la creació d'una altra organització, la Comunitat Econòmica Europea. El Pla, en certa manera lligat a la Conferència de Bretton Woods, també instaurà el lliure comerç entre els països de la regió.
Malgrat que alguns historiadors moderns creuen que els elogis al Pla Marshall són exagerats, en general hom en té una visió positiva i s'ha proposat la creació de projectes similars per a altres regions, com ara l'Europa de l'Est després de la Caiguda de la Unió Soviètica, Àfrica o el "Global Marshall Plan" proposat per Al Gore.

## Devolució
L'OCDE s'havia fet càrrec de la distribució dels fons i l'ACE s'encarregava de les importacions europees. Als productors americans se'ls pagava en dòlars provinents del Pla Marshall. Les mercaderies, és clar, no eren de franc, sinó que els europeus les havien de pagar, ja fos al comptat o a crèdit, amb la moneda local. Aquests diners anaven a parar a un fons contravalor, i podien ser reutilitzats per a projectes d'inversió.
La majoria dels països participants en el Pla sabien des d'un principi que no havien de retornar als EUA els diners dipositats en els fons contravalor, de manera que foren absorbits dins dels pressupostos nacionals i "desaparegueren". En canvi, totes les ajudes ofertes a Alemanya havien de ser retornades; però després dels acords de Londres sobre deutes de 1953, la quantitat a retornar es va reduir a 1.000 milions de dòlars (incloent-hi les reparacions de guerra). Les ajudes donades als alemanys fins a l'1 de juliol de 1951 sumaven 270 milions de dòlars, dels quals 16,9 van anar al Banc Export-Import de Washington. De fet, fins a 1953 Alemanya no va saber la quantitat exacta de diners que hauria de donar als EUA, i insistia que els diners dels fons contravalor només es donaven en forma de préstecs, un sistema mitjançant el qual, gràcies als interessos, els diners creixien en lloc de reduir-se. Els EUA van encarregar a un banc hipotecari que s'encarregués de controlar el sistema. Al final, Alemanya va decidir pagar el deute a terminis i els diners van sortir dels pressupostos nacionals, i no dels fons del Pla Marshall; l'últim pagament es va fer el juny de 1971.

## Àrees sense Pla Marshall
Moltes parts del món devastades per la Segona Guerra Mundial no es van beneficiar del Pla Marshall. L'únic gran país de l'Europa occidental que en quedà exclòs va ser Espanya. Després de la Guerra civil espanyola, Espanya va tancar-se en una política d'autarquia i proteccionisme que després es va demostrar desastrosa. Tot i les reticències a col·laborar amb un país de caràcter feixista, els EUA van decidir oferir a Espanya ajut econòmic perquè el règim de Francisco Franco era, fet i fet, una garantia que el país no rebria influències soviètiques. Durant la dècada dels anys cinquanta, Espanya rebé finançament americà; i tot i que mai no arribà a les quantitats que els seus veïns havien rebut amb el Pla Marshall, va ser el punt de partida d'una recuperació econòmica després de més de deu anys de duríssima postguerra.
Mentre que la part occidental de l'URSS havia quedat molt afectada per la guerra, la part asiàtica del país estava pràcticament intacta i s'havia industrialitzat ràpidament durant la guerra. El govern imposà quantioses reparacions de guerra als països de l'Eix: Finlàndia, Hongria, Romania i molt especialment a l'RDA, que va haver de pagar ingents quantitats de diners i moltes de les seves fàbriques van ser traslladades peça a peça a territori rus. Totes aquestes reparacions igualaven, a la pràctica, a les sumes procedents del Pla Marshall que rebé l'Europa occidental.
L'Europa de l'Est no va veure ni un dòlar del Pla Marshall, i més aviat poca ajuda dels soviètics. A pesar de l'establiment del COMECON per contrarestar el Pla Marshall, no era pas tan generós, i més aviat va acabar sent un mètode per a transferir recursos d'Europa a l'URSS. La recuperació econòmica oriental fou molt més lenta, i molts penses que les economies de l'Europa de l'Est, de fet, no es van recuperar mai durant el període comunista, tenint com a resultat la formació d'unes economies de penúria i una escletxa entre l'Est i l'Oest. Els estats policials de l'Est podien garantir, a més, la continuïtat del racionament i de les mesures de racionament, però les fortes despeses en policia i serveis d'espionatge interior suposaven grans quantitats de diners que podrien haver-se destinat a tasques de reconstrucció. Iugoslàvia, però, sí que rebé ajuda dels EUA, però no es considera emmarcada dins del Pla Marshall.
El Japó també va quedar molt devastat després de la guerra. Els americans i el Congrés no tenien tantes simpaties envers els japonesos com envers els europeus; a més, el Japó no tenia interès ni estratègic ni econòmic per als Estats Units, per això no es va crear cap pla d'ajudes i la recuperació econòmica fins al 1950 va ser lenta. Tanmateix, aquell any esclatà la Guerra de Corea, i el Japó esdevingué el centre d'operacions de les missions de les Nacions Unides i un proveïdor crucial de material. Un exemple ben conegut és el de Toyota: al juny de 1950 només va produir uns 300 camions i estava a punt de la bancarrota. Durant els primers mesos de la guerra al país veí, però, va rebre una comanda de l'exèrcit americà de produir 5.000 vehicles, i la companyia va revifar-se. Durant els quatre anys de la guerra, a l'economia japonesa hi va entrar més diners que a qualsevol altre país participant en el Pla Marshall.
El Canadà, com els EUA, pràcticament no havia patit els efectes de la Segona Guerra Mundial, i el 1945 era una de les economies més grans del món. Depenia, però, molt més fortament que els EUA del comerç amb Europa, i després de la guerra se'n van començar a notar les conseqüències. L'abril de 1948, el Congrés dels EUA va modificar el Pla Marshall, permetent que els europeus compressin també béns i productes del Canadà. Aquesta modificació fou la clau per a l'estabilitat econòmica canadenca, ja que el Canadà va guanyar 1.000 milions de dòlars durant els dos primers anys de l'operació.
Hong Kong, tot i haver estat espoliada pel Japó durant la Segona Guerra Mundial, no va rebre ajuda de cap altre país. Al final, acabà fent desaparèixer l'intervencionisme econòmic, va reduir els impostos empresarials i va mantenir, en general, una actitud de laissez-faire envers les empreses. Com a resultat d'aquestes reformes del mercat, Hong Kong ha esdevingut una de les zones econòmiques més reeixides del planeta.